# 岩手県道259号崎山宮古線
岩手県道259号崎山宮古線（いわてけんどう259ごう さきやまみやこせん）は、岩手県宮古市を通る一般県道である。

## 概要
平地の少ないリアス式海岸の地形だけに幅員狭小・急勾配・急カーブが多数あり、幅員は狭いが相互通行である。

### 路線データ
- 起点：宮古市崎山（国道45号交点）
- 終点：宮古市光岸地（国道45号交点）

## 地理

### 通過する自治体
- 宮古市

### 交差する道路
- 国道45号（起点）
- 国道45号（終点）